# Цюссов
Цюссов (нім. Züssow) — громада в Німеччині, розташована в землі Мекленбург-Передня Померанія. Входить до складу району Передня Померанія-Грайфсвальд. Центр об'єднання громад Цюссов.
Площа — 29,52 км2. Населення становить 1306 ос. (станом на 31 грудня 2020).